# 蘇有恆
蘇有恆（英語：So Yau Hang，1954年—），仁愛堂田家炳小學前校長，前香港自由黨成員。

## 參與區議會選舉
在1994年9月18日的區議會選舉出選堡壘選區，對手是民建聯的朱漢華。結果蘇有恆得選票573張，以40.70%的得票率敗給朱漢華。
| 政党   | 政党   | 候选人 | 票数 | %     | ±      |
| ------ | ------ | ------ | ---- | ----- | ------ |
|        | 民建聯 | 朱漢華 | 835  | 59.30 | 不適用 |
|        | 自由黨 | 蘇有恆 | 573  | 40.70 | 不適用 |
| 多数票 | 多数票 | 多数票 | 262  | 18.61 | 不適用 |

## 簡介
蘇有恆曾於香港教育學院教體育，也精於手球，當校長之時，月薪60,000，是典型的香港中產階級知識份子，已婚，有兒子及女兒，皆唸大學。
蘇有恆亦曾擔任多項公職，包括資助小學校長會權益主任、小一入學委員會委員。

## 涉嫌犯罪

### 非禮案
蘇有恆涉嫌自2000年至2006年連續非禮校內4位以上的女教師，於2007年被觀塘裁判法院裁定10項非禮罪成立，判囚12個星期。 他其後在高等法院上訴得直，案件發還觀塘裁判法院重審，並於2008年再被裁定9項非禮罪成，判囚6星期。蘇再一次向高等法院上訴，指事件涉及校內權力鬥爭，各事主有串同作供之嫌，把不同的非禮事件合併一同審理並不公平，於2010年1月再次上訴得直，獲判無罪，當庭釋放。法官並指出案件已拖延了很長時間，對蘇有恆造成很大傷害，因此不會發還重審。

### 串謀詐騙案
2009年9月，蘇有恆外判學校工程，被控串謀及詐騙。9月16日觀塘裁判法院提堂。2010年3月，裁判官杜浩成指案中雖然不難發現有人嚴重違規，但控方未能證明涉案公司由蘇有昌營運或操控，不能推論蘇有恆知情，疑點利益歸於被告下被判無罪釋放。

## 相關
- 校董會